# Christiane Hein
Christiane Hein (* 10. Juli 1944 als Christiane Jux in Werder; † 18. Januar 2002 in Berlin) war eine deutsche Filmregisseurin, Dramaturgin und Redakteurin.

## Leben und Werk
Christiane Hein kam 1944 als Tochter einer Sekretärin und des Physikers Johannes Figulla zur Welt. Ihren Eltern wurde aufgrund der jüdischen Wurzeln des Vaters die Heirat verwehrt. Als Johannes Figulla kurz nach der Geburt seiner Tochter zur Organisation Todt einberufen werden sollte, flüchtete er. Christiane Hein sah ihren Vater nie wieder. Die letzten Monate des Zweiten Weltkriegs verlebte Hein mit ihrer Mutter versteckt auf einem brandenburgischen Bauernhof.
Nach dem Abitur absolvierte Hein eine Lehre zur Buchhändlerin und arbeitete als Kranfahrerin. Später begann sie ein Studium der Philosophie an der Universität Leipzig. 1974 promovierte sie „Zum Verhältnis von Empirie und Theorie im Neopositivismus“. Bereits im letzten Studienjahr begann sie für die DEFA als Dramaturgin tätig zu sein. Christiane Hein arbeitete im Verlauf der 1970er-Jahre mit Regisseuren wie Richard Cohn-Vossen, Lew Hohmann, Harry Hornig, Karlheinz Mund und Jürgen Böttcher zusammen. Ab 1977 drehte sie als Regisseurin eigene Sujets für die Kinowochenschau Der Augenzeuge, in den 1980er-Jahren auch für das Nachfolge-Format DEFA Kinobox. Für den Abendgruß des Sandmännchens setzte sie mehrere Folgen federführend um. 
Ab 1986 realisierte Hein längere, eigenständige Kurz-Dokumentarfilme für das Kino, darunter unter dem Titel Ich bin ein Theater einen Konzertfilm mit dem Niederländer Herman van Veen während eines DDR-Gastspiels und einen Film über die Griese Gegend in Mecklenburg. Die größte Beachtung fand Weil ich ein Dicker bin, der auf dem Kinderfilmfestival Goldener Spatz kontrovers diskutiert wurde.
Mit der Abwicklung der DEFA wurde Christiane Hein zu Beginn der 1990er-Jahre arbeitslos. Sie begann eigene Dokumentarfilmhörspiele zu produzieren und drehte Dokumentationen für das Fernsehen.
Christiane Hein starb 2002 an den Folgen einer Krebserkrankung. Sie war von 1966 bis zu ihrem Tod mit dem Schriftsteller Christoph Hein verheiratet. Mit ihm hatte sie zwei Söhne, darunter Jakob Hein (* 1971). 

## Filmografie (Auswahl)
- 1986: Ich bin ein Theater (Kurz-Dokumentarfilm)
- 1987: Die griese Gegend im Spiegel (Kurz-Dokumentarfilm)
- 1988: Weil ich ein Dicker bin (Kurz-Dokumentarfilm)
- 1991: Zwischenzeit: Dinge ins Rollen bringen – Frauen in den neuen Bundesländern (TV-Dokumentation)
- 1992: Höhenflüge im Rhinower Ländchen (TV-Dokumentation)
- 1993: Der schwarze Berg (TV-Dokumentation)
- 1993: Mike am Ende der Kohle – Das Aus für den Braunkohletagebau bei Leipzig (TV-Dokumentation)
- 1996: Verwehte Spuren – Schicksal der Malerin Käthe Loewenthal (TV-Dokumentation)